# Policja

Policja

La Policja est le nom en polonais de la Police nationale polonaise depuis 1990. Elle trouve son origine dans une première Policja existant de 1919 à 1939. Entre 1945 et 1989, le maintien de l'ordre dans la Pologne communiste était de la compétence de la Milice civique. Ses 100 000 policiers disposent d'armements et de véhicules plus ou moins récents d'origine nationale ou étrangères.

## Services
La police polonaise se subdivise en :
- Komenda Główna Policji : direction centrale et administration
- Centralne Biuro Śledcze : police judiciaire équivalent à la DCPJ française
- Samodzielny Pododdział Antyterrorystyczny Policji : service chargé de la lutte antiterroriste
- Oddziały Prewencji Policji : police anti-émeute
- Grupa Realizacyjna

## Armement dans lesannées 2000
- Arme de poing : Walther P99, Glock 17, Glock 19 et Glock 26.
- Armes d'épaule : AKMS, Uzi, MP5, Heckler & Koch UMP, PM-84/84P